# Canada op de Olympische Zomerspelen 1960
Canada nam deel aan de Olympische Zomerspelen 1960 in Rome, Italië.
Er namen 85 sporters deel in veertien olympische sportdisciplines, waarbij één medaille (zilver) werd behaald. Eerder werd ook op Winterspelen van 1924, 1928 (goud) en 1936 (zilver) maar één medaille behaald.

## Medailles
| Sport  | Olympiër(s) | Onderdeel | Medaille |
| ------ | --- | --------- | -------- |
| Roeien | Donald Arnold Walter D'Hondt Nelson Kuhn John Lecky Lorne Loomer Arthur McKerlich Archibald MacKinnon Glenn Merwyn Sohen Biln | acht (m)  | Zilver   |

## Deelnemers en resultaten

### Atletiek
| Olympiër                                                     | Onderdeel             | Resultaat | Prestatie |
| ------------------------------------------------------------ | --------------------- | --------- | --- |
| Lynn Eves                                                    | 100m (m)              | 28e       | serie 3: 4de in 10,8 |
| Harry Jerome                                                 | 100m (m)              | DNF       | serie 4: 1ste in 10,5 kwartfinale 4: 1ste in 10,4 halve finale 1: niet gefinisht |
| George Short                                                 | 100m (m)              | 32e       | serie 5: 4de in 10,9 |
| Lynn Eves                                                    | 200m (m)              | 37e       | serie 10: 4de in 21,9 |
| Harry Jerome                                                 | 200m (m)              | DNS       | serie 3: niet gestart |
| Terry Tobacco                                                | 400m (m)              | 18e       | serie 4: 3de in 47,4 kwartfinale 1: 4de in 47,5 |
| Ergas Leps                                                   | 800m (m)              | 25e       | serie 4: 2de in 1.50,93 kwartfinale 4: 3de in 1.52,13 |
| Joe Mullins                                                  | 800m (m)              | 30e       | serie 8: 4de in 1.51,46 |
| Sig Ohlemann                                                 | 800m (m)              | 42e       | serie 9: 4de in 2.07,40 |
| Joe Mullins                                                  | 1500m (m)             | 30e       | serie 1: 10de in 3.53,45 |
| Doug Kyle                                                    | 5000m (m)             | 22e       | serie 2: 7de in 14.25,36 |
| Doug Kyle                                                    | 10000m (m)            | 24e       | 30.27,60 |
| George Shepherd                                              | 400m horden (m)       | 25e       | serie 2: 4de in 53,05 |
| Lynn Eves George Short Terry Tobacco Harry Jerome            | 4x100m (m)            | 8e        | serie 4: 2de in 42,27 halve finale 1: 4de in 41,27 |
| Ergas Leps Joe Mullins Sig Ohlemann Terry Tobacco            | 4x400m (m)            | 8e        | serie 1: 2de in 3.10,65 halve finale 1: 5de in 3.08,37 |
| Gordon Dickson                                               | marathon (m)          | 55e       | 2:38.46 |
| Alex Oakley                                                  | 20km snelwandelen (m) | 9e        | 1:38.46 |
| Alex Oakley                                                  | 50km snelwandelen (m) | 6e        | 4:33.08,6 |
| George Stulac                                                | tienkamp (m)          | 22e       | 100m: 30ste in 12,0 (597 punten) verspringen: 29ste met 5,92m (493 punten) kogelstoten: 18de met 13,32m (648 punten) hoogspringen: 24ste met 1,70m (656 punten) 400m: 22ste in 53,0 (642 punten) 110m horden: 26ste in 18,4 (250 punten) discuswerpen: 20ste met 37,35m (555 punten) polsstokhoogspringen: 13de met 3,60m (556 punten) speerwerpen: 18de met 50,40m (536 punten) 1500m: 20ste in 4.59,6 (265 punten) totaal: 5198 punten |
|                                                              |                       |           | |
| Eleanor Haslam                                               | 100m (v)              | 18e       | serie 1: 3de in 12,21 kwartfinale 1: 5de in 12,46 |
| Valerie Jerome                                               | 100m (v)              | 19e       | serie 5: 4de in 12,58 kwartfinale 4: 5de in 12,50 |
| Nancy Lewington                                              | 100m (v)              | 27e       | serie 2: 4de in 12,67 kwartfinale 3: 7de in 13,23 |
| Eleanor Haslam                                               | 200m (v)              | 16e       | serie 5: 3de in 24,63 |
| Eleanor Haslam                                               | 800m (v)              | 16e       | serie 3: 4de in 2.10,17 |
| Sally McCallum                                               | 80m horden (v)        | 25e       | serie 4: 4de in 11,90 |
| Nancy Lewington Sally McCallum Valerie Jerome Eleanor Haslam | 4x100m (v)            | 9e        | serie 1: 5de in 48,05 |
| Sally McCallum                                               | verspringen (v)       | 27e       | kwalificatie: 27ste met 5,22m |

### Boksen
| Olympiër            | Onderdeel   | Resultaat | Prestatie                                           |
| ------------------- | ----------- | --------- | --------------------------------------------------- |
| Marcel Bellefeuille | -54kg (m)   | 17e       | 1ste ronde: vrij 2de ronde: V van EUA Rascher       |
| Gaby Mancini        | -57kg (m)   | 17e       | 1ste ronde: V van JPN Suzuki                        |
| Raoul Sarrazin      | -63,5kg (m) | 17e       | 1ste ronde: W van LUX Sowa 2de ronde: V van KOR Kim |
| Raoul Sarrazin      | -71kg (m)   | 9e        | 1ste ronde: vrij 2de ronde: V van ARG Lima          |

### Gewichtheffen
| Olympiër       | Onderdeel   | Resultaat | Prestatie                                                                                |
| -------------- | ----------- | --------- | ---------------------------------------------------------------------------------------- |
| Mike Lipari    | -82,5kg (m) | 14e       | drukken: 11de met 122,5kg trekken: 19de met 110kg stoten: 7de met 155kg totaal: 387,5kg  |
| Dave Baillie   | +90kg (m)   | 6e        | drukken: 6de met 147,5kg trekken: 6de met 132,5kg stoten: 8ste met 170kg totaal: 450kg   |
| William Swaluk | +90kg (m)   | 14e       | drukken: 14de met 135kg trekken: 16de met 117,5kg stoten: 13de met 160kg totaal: 412,5kg |

### Kanovaren
| Olympiër                     | Onderdeel     | Resultaat | Prestatie                                                                                                   |
| ---------------------------- | ------------- | --------- | --- |
| Donald Stringer              | C-1 1000m (m) | 7e        | serie 2: 6de in 4.44,55 herkansingen: 1ste in 4.44,36 halve finale 1: 3de in 4.41,35 finale: 7de in 4.40,65 |
| John Beedell Joseph Derochie | C-2 1000m (m) | 10e       | serie 2: 4de in 4.47,84 herkansingen: 4de in 5.02,14                                                        |
| Michael Brown                | K-1 1000m (m) | 22e       | serie 3: 7de in 4.27,28 herkansingen: 4de in 4.55,73                                                        |
| Alan McCleery Lou Lukanovich | C-2 1000m (m) | 21e       | serie 2: 7de herkansingen: 4de in 3.58,34                                                                   |

### Paardensport
| Olympiër                                           | Onderdeel   | Resultaat | Prestatie |
| Eventing                                           | Eventing    | Eventing  | Eventing |
| -------------------------------------------------- | ----------- | --------- | --- |
| Jim Elder                                          | individueel | 10e       | dressuur: 13de met 100 strafpunten crosscountry: 17de met 14,80 strafpunten springconcours: 8ste met 0,5 strafpunten totaal: 115,30 strafpunten         |
| Norman Elder                                       | individueel | 24e       | dressuur: 34ste met 127,51 strafpunten crosscountry: 28ste met 77,20 strafpunten springconcours: 29ste met 30,75 strafpunten totaal: 235,46 strafpunten |
| Tom Gayford                                        | individueel | DNF       | dressuur: 66ste met 175 strafpunten crosscountry: gediskwalificeerd                                                                                     |
| Brian Herbinson                                    | individueel | DNF       | dressuur: 52ste met 142 strafpunten crosscountry: gediskwalificeerd                                                                                     |
| Jim Elder Norman Elder Tom Gayford Brian Herbinson | team        | DNF       | dressuur: 11de met 369,51 strafpunten crosscountry: niet gefinisht                                                                                      |

### Roeien
| Olympiër | Onderdeel       | Resultaat | Prestatie                                                       |
| --- | --------------- | --------- | --------------------------------------------------------------- |
| Keith Donald Lorne Loomer | twee-zonder (m) | 11e       | serie 1: 5de in 7.43,82 1ste ronde herkansingen: 3de in 7.42,51 |
| Robert Adams Clayton Brown Chris Leach Franklin Zielski                                                                       | vier-zonder (m) | 9e        | serie 2: 5de in 6.56,32 1ste ronde herkansingen: 3de in 6.44,77 |
| Donald Arnold Walter D'Hondt Nelson Kuhn John Lecky Lorne Loomer Arthur McKerlich Archibald MacKinnon Glenn Merwyn Sohen Biln | acht (m)        | Zilver    | serie 3: 1ste in 6.03,18 finale: 2de in 6.01,52                 |

### Schermen
| Olympiër      | Onderdeel  | Resultaat | Prestatie                                    |
| ------------- | ---------- | --------- | -------------------------------------------- |
| Carl Schwende | floret (m) | 48e       | 1ste ronde groep 12: 4de met 2 overwinningen |

### Schietsport
| Olympiër          | Onderdeel                   | Resultaat | Prestatie |
| ----------------- | --------------------------- | --------- | --- |
| Gil Boa           | 50m geweer 3 houdingen (m)  | 52e       | kwalificatie groep 2: 23ste met 538 punten (195-190-153) finale: 52ste met 1077 punten (388-358-331)             |
| Evald Gering      | 50m geweer 3 houdingen (m)  | 47e       | kwalificatie groep 1: 20ste met 542 punten (195-179-168) finale: 47ste met 1091 punten (385-372-334)             |
| Gil Boa           | 50m geweer liggend (m)      | 52e       | kwalificatie groep 1: 12de met 386 punten (97-96-94-99) finale: 12de met 584 punten (95-98-96-99-98-98)          |
| Edson Warner      | 50m geweer liggend (m)      | 47e       | kwalificatie groep 2: 1ste met 394 punten (98-99-98-99) finale: 27ste met 578 punten (99-93-97-97-95-97)         |
| Evald Gering      | 300m geweer 3 houdingen (m) | 52e       | kwalificatie groep 1: 17de met 518 punten (191-175-152) finale: 32ste met 1037 punten (377-347-313)              |
| Edson Warner      | 300m geweer 3 houdingen (m) | 47e       | kwalificatie groep 2: 2de met 544 punten (196-183-165) finale: 24ste met 1078 punten (397-367-320)               |
| Godfrey Brunner   | 50m pistool (m)             | 30e       | kwalificatie groep 1: 23ste met 337 punten punten (83-84-82-88) finale: 30ste met 528 punten (90-85-91-86-91-85) |
| Garfield McMahon  | 50m pistool (m)             | 11e       | kwalificatie groep 2: 9de met 352 punten (86-93-85-88) finale: 11de met 542 punten (89-95-89-90-90-89)           |
| Godfrey Brunner   | 25m snelvuurpistool (m)     | 56e       | 493 punten: (247-246)                                                                                            |
| Garfield McMahon  | 25m snelvuurpistool (m)     | 39e       | 558 punten: (272-286)                                                                                            |
| Gilbert Henderson | trap (m)                    | onbekend  | |
| William Jones     | trap (m)                    | onbekend  | |

### Schoonspringen
| Olympiër        | Onderdeel     | Resultaat | Prestatie |
| --------------- | ------------- | --------- | --- |
| Ernest Meissner | 3m plank (m)  | 5e        | voorronde: 8ste met 53,62 punten halve finale: 6de met 40,61 punten finale: 5de met 49,84 punten totaal: 144,07 punten |
| Ernest Meissner | 10m toren (m) | 22e       | voorronde: 22ste met 45,71 punten                                                                                      |
|                 |               |           | |
| Irene MacDonald | 3m plank (v)  | 6e        | voorronde: 9de met 50,42 punten halve finale: 2de met 40,81 punten finale: 6de met 43,46 punten totaal: 134,69 punten  |
| Irene MacDonald | 10m toren (v) | 9e        | voorronde: 9de met 51,31 punten finale: 8ste met 29,18 punten totaal: 80,49 punten                                     |

### Turnen
| Olympiër                 | Onderdeel                | Resultaat | Prestatie |
| ------------------------ | ------------------------ | --------- | --- |
| Richard Montpetit        | meerkamp individueel (m) | 85e       | vloer: 81ste met 17,65 punten sprong: 73ste met 17,70 punten brug: 60ste met 18,10 punten rekstok: 96ste met 17,35 punten ringen: 98ste met 17,25 punten paard met bogen: 86ste met 17,15 punten totaal: 105,20 punten |
|                          |                          |           | |
| Louise Parker            | meerkamp individueel (v) | 120e      | vloer: 119de met 13,133 punten sprong: 114de met 14,533 punten brug: 121ste met 10,533 punten balk: 119de met 12,799 punten totaal: 50,998 punten                                                                      |
| Ernestine Russell-Carter | meerkamp individueel (v) | 76e       | vloer: 86ste met 17,433 punten sprong: 75ste met 17,000 punten brug: 76ste met 17,466 punten balk: 68ste met 17,033 punten totaal: 68,932 punten                                                                       |

### Wielersport
| Olympiër           | Onderdeel        | Resultaat | Prestatie      |
| ------------------ | ---------------- | --------- | -------------- |
| Luigi Bartesaghi   | wegwedstrijd (m) | DNF       | niet gefinisht |
| Alessandro Messina | wegwedstrijd (m) | DNF       | niet gefinisht |

### Worstelen
| Olympiër     | Onderdeel   | Resultaat   | Prestatie |
| Vrije stijl  | Vrije stijl | Vrije stijl | Vrije stijl |
| ------------ | ----------- | ----------- | --- |
| Ray Lougheed | -67kg (m)   | 8e          | 1ste ronde: W van FRA Bielle 2de ronde: W van GBR Stephenson 3de ronde: V van RSA Ries Jr. 4de ronde: V van KOR Bong |
| Kurt Boese   | -73kg (m)   | 13e         | 1ste ronde: V van USA Blubaugh 2de ronde: W van AUS Clark 3de ronde: V van SUI Bruggmann                             |
| Bob Steckle  | -87kg (m)   | 13e         | 1ste ronde: V van HUN Gurics 2de ronde: V van TUR Atli                                                               |

### Zeilen
| Olympiër                                    | Onderdeel       | Resultaat | Prestatie                              |
| ------------------------------------------- | --------------- | --------- | -------------------------------------- |
| Ian Bruce                                   | finn            | 7e        | 5133 punten: (3-8-DNF-7-25-13-1)       |
| Pierre Des Jardins Keith Wilson             | flying dutchman | 22e       | 2240 punten: (22-21-18-15-DNF-15-11)   |
| William Burgess William West                | star            | 23e       | 1298 punten: (25-15-16-13-24-21-24)    |
| Sandy MacDonald Lynn Watters Gordon Norton  | dragon          | 5e        | 5177 punten: (1-4-9-4-6-12-18)         |
| Mel Gould Jerome Conway Barclay Livingstone | 5,5m            | 19e       | 1332 punten: (5-4-DNF-18-19-16-DNF-17) |

### Zwemmen
| Olympiër                                                     | Onderdeel             | Resultaat | Prestatie                                                                   |
| ------------------------------------------------------------ | --------------------- | --------- | --------------------------------------------------------------------------- |
| Cam Grout                                                    | 100m vrije slag (m)   | 18e       | serie 3: 3de in 57,6 halve finale 1: 6de in 58,0                            |
| Dick Pound                                                   | 100m vrije slag (m)   | 6e        | serie 6: 2de in 56,7 halve finale 2: 2de in 56,5 finale: 6de in 56,3        |
| Bob Wheaton                                                  | 100m rugslag (m)      | 17e       | serie 3: 3de in 1.05,7                                                      |
| Steve Rabinovitch                                            | 200m schoolslag (m)   | 24e       | serie 4: 5de in 2.47,2                                                      |
| Cam Grout                                                    | 200m vlinderslag (m)  | 18e       | serie 2: 7de in 2.27,7                                                      |
| Dick Pound Cam Grout Steve Rabinovitch Bob Wheaton           | 4x100m wisselslag (m) | 4e        | serie 3: 2de in 4.15,3 finale: 4de in 4.16,8                                |
|                                                              |                       |           |                                                                             |
| Margaret Iwasaki                                             | 100m vrije slag (v)   | 25e       | serie 3: 4de in 1.07,6                                                      |
| Mary Beth Stewart                                            | 100m vrije slag (v)   | 6e        | serie 4: 4de in 1.06,0 halve finale 2: 5de in 1.04,2 finale: 8ste in 1.05,5 |
| Sara Barber                                                  | 100m rugslag (v)      | 13e       | serie 1: 4de in 1.13,4                                                      |
| Judith McHale                                                | 200m schoolslag (v)   | 24e       | serie 3: 6de in 3.07,7                                                      |
| Judith McHale                                                | 100m vlinderslag (v)  | 25e       | serie 1: niet gestart                                                       |
| Margaret Iwasaki                                             | 100m vlinderslag (v)  | 11e       | serie 4: 3de in 1.14,2                                                      |
| Sara Barber Judith McHale Margaret Iwasaki Mary Beth Stewart | 4x100m wisselslag (v) | 4e        | serie 2: 5de in 4.59,5                                                      |

Afghanistan · Argentinië · Australië · Bahama's · België · Bermuda · Birma · Brazilië · Brits-Guiana · Bulgarije · Canada · Ceylon · Chili · Colombia · Cuba · Denemarken · Duits eenheidsteam · Ethiopië · Fiji · Filipijnen · Finland · Frankrijk · Ghana · Griekenland · Groot-Brittannië · Haïti · Hongarije · Hongkong · Ierland · IJsland · India · Indonesië · Irak · Iran · Israël · Italië · Japan · Joegoslavië · Kenia · Libanon · Liberia · Liechtenstein · Luxemburg · Malakka · Malta · Marokko · Mexico · Monaco · Nederland · Nederlandse Antillen · Nieuw-Zeeland · Nigeria · Noorwegen · Oeganda · Oostenrijk · Pakistan · Panama · Peru · Polen · Portugal · Puerto Rico · Roemenië · San Marino · Singapore · Soedan · Sovjet-Unie · Spanje · Suriname · Taiwan · Thailand · Tsjecho-Slowakije · Tunesië · Turkije · Uruguay · Venezuela · Verenigde Arabische Republiek · Verenigde Staten · Vietnam · West-Indische Federatie · Zuid-Afrika · Zuid-Korea · Zuid-Rhodesië · Zweden · Zwitserland